# Redmi Note 13
Redmi Note 13 — лінія смартфонів підбренда Xiaomi Redmi, що належить до серії Redmi Note. Глобальна лінія складається з Redmi Note 13, Note 13 5G, Note 13 Pro, Note 13 Pro 5G та Note 13 Pro+. Також в Китаї присутні моделі Redmi Note 13R Pro, що відрізняється від місцевого варіанту Note 13 5G оформленням блоку камери, та Redmi Note 13R.
Глобальна версія Redmi Note 13 5G відрізняється від китайської більш просунутим набором камер та підтримкою карт пам'яті.
Також 11 січня 2024 року POCO разом із POCO X6 Pro представила POCO M6 Pro (не плутати з POCO M6 Pro 5G) та POCO X6, де POCO M6 Pro є тим самим Redmi Note 13 Pro із ширококутним об'єктивом на 64 Мп, а POCO X6 ― Redmi Note 13 Pro 5G із ширококутний об'єктивом на 64 Мп та пластиковою задньою панеллю.
13 березня 2024 року в Індії був представлений POCO X6 Neo, який є місцевою версією Redmi Note 13R Pro з підтримкою карт пам'яті.

## Дизайн

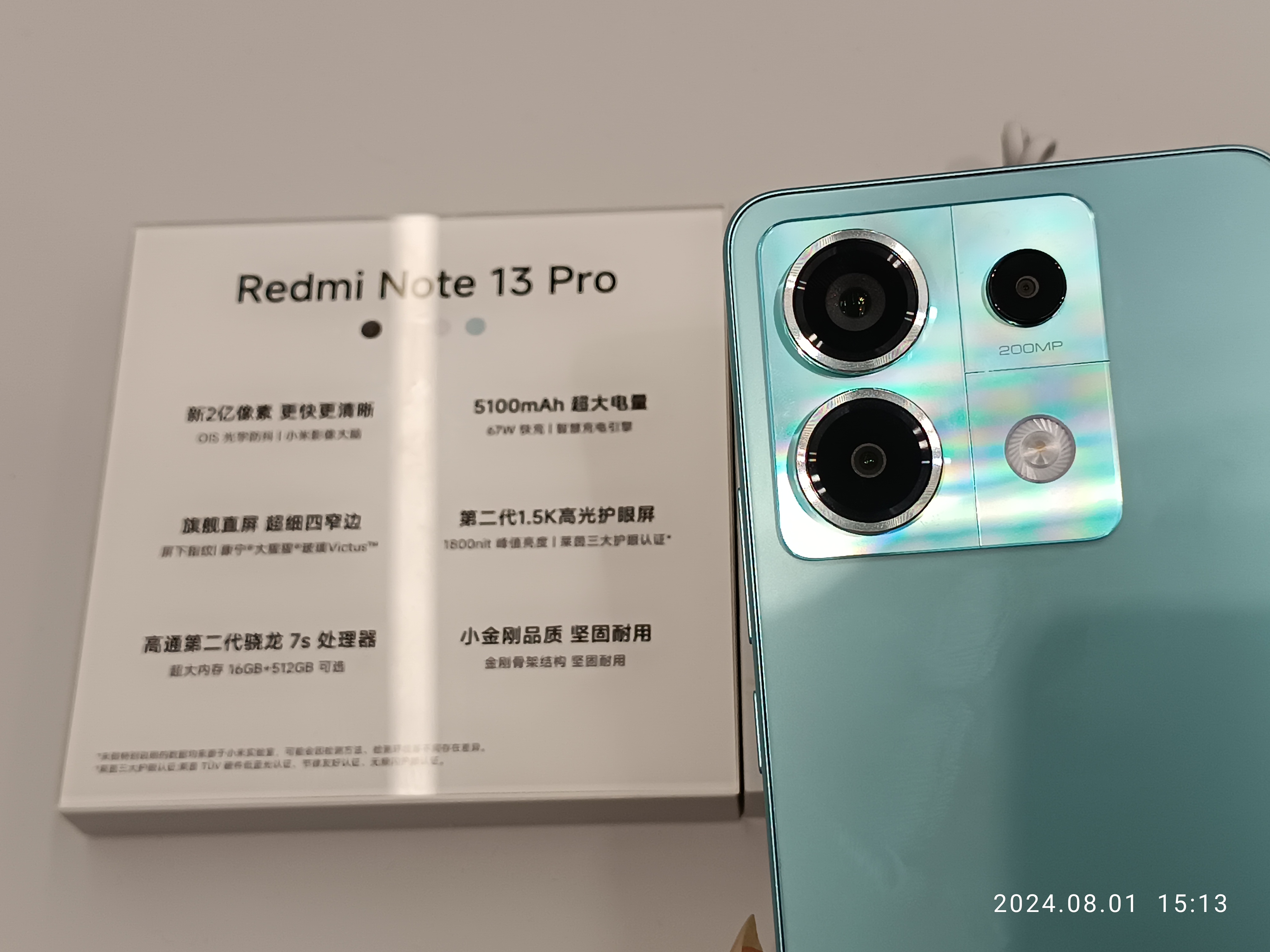
Redmi Note 13 Pro 5G в кольорі Time Blue

Передня частина в Redmi Note 13 зі скла Corning Gorilla Glass 3, в Redmi Note 13 5G, Note 13 Pro, Note 13R Pro, POCO M6 Pro та POCO X6 Neo — Gorilla Glass 5, а в Note 13 Pro 5G, Note 13 Pro+ та POCO X6 — Gorilla Glass Victus. Задня панель Redmi Note 13, Note 13 5G, Redmi Note 13 Pro, Note 13R Pro та моделях POCO виконана з пластику, а в Redmi Note 13 Pro 5G та Note 13 Pro+ — зі скла. Також Redmi Note 13 Pro+ має кольоровий варіант з еко-шкіри, який доступний в Індії та Китаї. В Redmi Note 13 Pro+ передня та задня панелі загнуті по бокам, коли в інших моделей вони пласкі. Рамка в усіх моделей виконана з пластику. Також Redmi Note 13 Pro+ має захист від води та пилу по стандарту IP68, коли в інших моделей — IP54.
Нижче наведено таблицю розташування елементів в моделей, порядок яких описаний зліва на право для верхніх та нижніх сторін і від верху до низу для правої:
|               | Модель                                                                                | Модель                                                                         | Модель                                                      | Модель                                             | Модель                                             |
| Сторона рамки | Redmi Note 13                                                                         | Redmi Note 13 5G Redmi Note 13R Pro/POCO X6 Neo                                | Redmi Note 13 Pro POCO M6 Pro                               | Redmi Note 13 Pro 5G POCO X6                       | Redmi Note 13 Pro+                                 |
| ------------- | ------------------------------------------------------------------------------------- | ------------------------------------------------------------------------------ | ----------------------------------------------------------- | -------------------------------------------------- | -------------------------------------------------- |
| Нижня         | Гібридний слот (Nano-SIM + Nano-SIM або Nano-SIM + microSD), USB-C, мікрофон, динамік | Мікрофон, USB-C, динамік                                                       | Мікрофон, USB-C, динамік                                    | Слот Nano-SIM + Nano-SIM, мікрофон, USB-C, динамік | Слот Nano-SIM + Nano-SIM, мікрофон, USB-C, динамік |
| Верхня        | 3.5 мм аудіороз'єм, динамік, ІЧ-порт, мікрофон                                        | 3.5 мм аудіороз'єм, ІЧ-порт, мікрофон                                          | 3.5 мм аудіороз'єм, динамік, Ч-порт, мікрофон               | 3.5 мм аудіороз'єм, динамік, мікрофон, ІЧ-порт     | Мікрофон, динамік, мікрофон, ІЧ-порт               |
| Ліва          | Нічого                                                                                | Гібридний слот (Nano-SIM + Nano-SIM або Nano-SIM + microSD)                    | Гібридний слот (Nano-SIM + Nano-SIM або Nano-SIM + microSD) | Нічого                                             | Нічого                                             |
| Права         | Кнопки регулювання гучності, кнопка блокування                                        | Кнопки регулювання гучності, кнопка блокування (зі сканером відбитків пальців) | Кнопки регулювання гучності, кнопка блокування              | Кнопки регулювання гучності, кнопка блокування     | Кнопки регулювання гучності, кнопка блокування     |

Redmi Note 13 продається в 4 кольорах: Midnight Black (чорний), Mint Green (зелений), Ice Blue (блакитний) та Ocean Sunset (золотий).
Redmi Note 13 5G на глобальному ринку продається в 3 кольорах: Graphite Black (чорний), Arctic White (білий) та Ocean Teal (синій). В Китаї він продається в тих самих кольорах але під назвами Midnight Black, Star Sand White і Time Blue відповідно. В Індії Redmi Note 13 5G доступний в 4 кольорах: Stealth Black (чорний), Arctic White (білий), Prism Gold (золотий) та Chromatic Purple (фіолетовий).
Redmi Note 13 Pro продається в 3 кольорах: Midnight Black (чорний), Forest Green (зелений) та Lavender Purple (фіолетовий).
Redmi Note 13 Pro 5G на глобальному ринку продається в 4 кольорах: Midnight Black (чорний), Ocean Teal (синій), Aurora Purple (фіолетова задня панель та блакитно-рожево-зелений острівець камери) та Olive Green (оливковий). В Китаї він доступний в наступних 4 кольорах: Midnight Black (чорний), Star Sand White (білий), Time Blue (синій), Light Dream Space (фіолетова задня панель та блакитно-рожево-зелений острівець камери). В Індії Redmi Note 13 Pro 5G доступний в 4 кольорах: Midnight Black (чорний), Arctic White (білий), Coral Purple (фіолетова задня панель та блакитно-рожево-зелений острівець камери) і Scarlet Red (червона задня панель та чорна рамка і острівець камери).
На глобальному ринку Redmi Note 13 Pro+ продається в 4 кольорах: Midnight Black (чорний), Moonlight White (білий) та Aurora Purple (фіолетова більша частина та синьо-блакитно-зелена верхня частина задньої панелі). Також протягом Xiaomi Fan Festival 2024 року Redmi Note 13 Pro+ був доступний в кольорі Mystic Silver (сріблястий з логотипом Xiaomi Fan Festival). В Китаї смартфон доступний в 3 наступних кольорах: Midnight Black (чорний), Mirror White (білий) та Light Dream Space (фіолетова більша частина та синьо-біло-зелена верхня частина задньої панелі; задня панель із еко-шкіри). В Індії Redmi Note 13 Pro+ доступний в тих самих кольорах, що й в Китаї тільки під іншими назвами: Fusion Black, Fusion White та Fusion Purple відповідно.
POCO M6 Pro продається в 3 кольорах: чорному, блакитному та фіолетовому.
На глобальному ринку POCO X6 продається в 3 кольорах: чорному, білому та синьому. В Індії смартфон доступний в кольорах Mirror Black (чорний) та Snowstorm White (білий).
Redmi Note 13R Pro продається в 3 кольорах: Midnight Black (чорний), Time Blue (синій) та Morning Light Gold (золотий). POCO X6 Neo продається в тих самих кольорах, але під іншими назвами: Astral Black, Horizon Blue та Martian Orange відповідно.

## Технічні характеристики

### Платформа
Redmi Note 13, як і попередник, отримав процесор Qualcomm Snapdragon 685 з графічним процесор Adreno 610, в той же час Redmi Note 13 5G, Redmi Note 13R Pro та POCO X6 Neo отримали процесор MediaTek Dimensity 6080 з графічним процесором Mali-G57 MC2.
Redmi Note 13 Pro та POCO M6 Pro використовують процесор MediaTek Helio G99 Ultra з графічним процесором Mali-G57 MC2 основною відмінністю якого від звичайного Helio G99 є підтримка камер до 200 Мп. Redmi Note 13 Pro 5G та POCO X6 використовують процесор Qualcomm Snapdragon 7s Gen 2 з графічним процесором Adreno 710, а Redmi Note 13 Pro+ ― MediaTek Dimensity 7200 Ultra з Mali-G610 MC4. 

### Батарея
Redmi Note 13 Pro 5G та POCO X6 отримали батарею об'ємом 5100 мА·год, а всі інші моделі — 5000 мА·год.
Redmi Note 13, Note 13 5G та Note 13R/POCO X6 Neo отримали підтримку швидкої на 33 Вт, Note 13 Pro, Note 13 Pro 5G та POCO X6 — 67 Вт, а Note 13 Pro+ — 120 Вт.

### Камера
Китайська версія Redmi Note 13 5G, Note 13R Pro та POCO X6 Neo отримали подвійну основну камеру, а всі інші моделі — потрійну.
Redmi Note 13 та Note 13 5G мають ширококутний об'єктив на 108 Мп з діафрагмою f/1.75 і фазовим автофокусом, надширококутний об'єктив на 8 Мп з діафрагмою f/2.2 та макрооб'єктив на 2 Мп з діафрагмою f/2.4. У китайської версії Redmi Note 13 5G, Note 13R Pro та POCO X6 Neo замість надширококутного та макрооб'єктива встановлено сенсор глибини на 2 Мп з діафрагмою f/2.4.
Redmi Note 13 Pro, Note 13 Pro 5G та Note 13 Pro+ мають ширококутний об'єктив Samsung ISOCELL HP3 на 200 Мп з діфарагмою f/1.65, багатонаправленим фазовим автофокусом та оптичною стабілізацією зображення, надширококутний об'єктив на 8 Мп з діафрагмою f/2.2 і кутом огляду 120° в Redmi Note 13 Pro та Note 13 Pro+ і 118° в Redmi Note 13 Pro 5G та макрооб'єктивом на 2 Мп з діафрагмою f/2.4.
POCO M6 Pro та POCO X6 мають ширококутний об'єктив на 64 Мп з діафрагмою f/1.8, фазовим автофокусом та оптичною стабілізацією зображення, надширококутний об'єктив на 8 Мп з діафрагмою f/2.2 і кутом огляду 120° в POCO M6 Pro та 118° в POCO X6 і макрооб'єктивом на 2 Мп зі діафрагмою f/2.4.
Основна камера в Redmi Note 13, Note 13 5G, Note 13R Pro та POCO X6 Neo вміє записувати відео в роздільній здатності 1080p@30fps, Redmi Note 13 Pro та POCO M6 Pro — 1080p@60fps, а Redmi Note 13 Pro 5G, Note 13 Pro+ та POCO X6 — 4K@30fps.
Всі моделі отримали фронтальну камеру на 16 Мп з діафрагмою f/2.4 в моделях Redmi та POCO X6 Neo і f/2.5 в POCO M6 Pro та POCO X6. Фронтальна камера в Redmi Note 13, Note 13 5G, Note 13R Pro та POCO X6 Neo вміє записувати відео в роздільній здатності 1080p@30fps, а в інших моделей — 1080p@60fps.

### Екран
Всі моделі отримали 6,67-дюймовий AMOLED-дисплей зі співвідношенням сторін 20:9, частотою оновлення екрана 120 Гц та круглим вирізом під фронтальну камеру, розміщеним зверху в центрі. Екран у Redmi Note 13, Note 13 5G, Note 13 Pro, Note 13R Pro, POCO M6 Pro та POCO X6 Neo має роздільну здатність FullHD+ (2400 × 1080) і щільність пікселів 395 ppi, а в Redmi Note 13 Pro 5G, Note 13 Pro+ та POCO X6 — так звану 1.5K (2712 × 1220) і щільність пікселів 446 ppi. Також Redmi Note 13 Pro 5G, Note 13 Pro+ та POCO X6 мають підтримку технологій Dolby Vision та HDR10+. Крім цього, всі моделі окрім Redmi Note 13 5G, Note 13R Pro та POCO X6 Neo мають вбудований під дисплей сканер відбитків пальців.

### Звук
Redmi Note 13 5G, Note 13R Pro та POCO X6 Neo отримали один мультимедійний динамік на нижній грані, а інші моделі мають ще один на верхній грані, що утворює стереопару.

### Пам'ять
Redmi Note 13 продається в комплектаціях 6/128, 8/128 та 8/256 ГБ, Note 13 5G — 6/128, 8/256, 12/256 та 12/512 ГБ, Note 13 Pro — 8/128, 8/256, 8/512 та 12/512 ГБ, Note 13 Pro 5G — 8/128, 8/256, 12/256, 12/512 та 16/512 ГБ, Note 13 Pro+ — 8/256, 12/256, 8/512, 12/512 та 16/512 ГБ, Note 13R Pro  — 12/256 ГБ, POCO M6 Pro — 8/256 та 12/512 ГБ, POCO X6 — 8/256, 12/256 та 12/512 ГБ, а POCO X6 Neo — 8/128 та 12/256 ГБ.
Redmi Note 13 Pro+ використовує оперативну пам'ять типу LPDDR5 та постійну типу UFS 3.1, а всі інші моделі — LPDDR4X та UFS 2.2 відповідно. Також в Redmi Note 13, глобального Note 13 5G, Note 13 Pro, POCO M6 Pro та POCO X6 Neo постійну пам'ять можна розширити картою пам'яті формату microSD об'ємом до 1 ТБ.

### Програмне забезпечення
Redmi Note 13, Note 13 5G, Note 13 Pro, Note 13 Pro 5G та Note 13 Pro+ були випущені на MIUI 14, а POCO M6 Pro, X6 та X6 Neo — на MIUI 14 для POCO. Обидві оболонки працюють на базі Android 13. Всі моделі пізніше були оновлені до Xiaomi HyperOS 2 на базі Android 15.

## Спеціальні видання

### Redmi Note 13 Pro 2024 New Year Special Edition
Redmi Note 13 Pro 2024 New Year Special Edition — спеціальне видання Redmi Note 13 Pro 5G, присвячене китайському Новому року. Особливістю цього видання стали колір смартфона, де задня панель пофарбована в червоний колір, а рамка та острівець камери — в чорний та особлива коробка пристрою. Це видання було доступне на території материкового Китаю в тих самих конфігураціях, що й звичайна модель. В Індії це видання стало доступне в червні 2024 року як один із кольорових варіантів Redmi Note 13 Pro 5G під назвою Scarlet Red.

### Redmi Note 13 Pro+ Aape Trend Limited Edition
Redmi Note 13 Pro+ Aape Trend Limited Edition — спеціальне видання Redmi Note 13 Pro+, розроблене спільно з Aape. Від звичайної моделі це видання відрізняється камуфляжною задньою панеллю із зеленою глянцевою верхньою частиною. Також присутні стилізована коробка, чохол, зарядний пристрій, дріт та тема оформлення інтерфейсу. Продавалося це видання офіційно тільки на території материкового Китаю в конфігурації 12/512 ГБ.

### Redmi Note 13 Pro+ World Champions Edition
Redmi Note 13 Pro+ World Champions Edition — спеціальна версія Redmi Note 13 Pro+, розроблена спільно з аргентинською футбольною асоціацією і присвячена 10-літтю Xiaomi на індійському рику. Задня панель отримала синьо-білий дизайн, натхненний аргентинською футбольною командою, яка виграла Чемпіонат світу з футболу 2022 року, з золотистими елементами, такими як число 10, що символізує 10 років на індійському ринку і номер на футболці Ліонеля Мессі, логотип AFA та Redmi і обрамлення навколо модулів камери. Комплект вирізняється стилізованою коробкою, голкою для відкриття слоту SIM-карт, зарядкою та дротом. Крім цього в смартфоні присутня спеціальна тема оформлення інтерфейсу. Продається у конфігурації 12/512 ГБ і офіційно доступний тільки в Індії.